# Tercera División 2018-2019 (Spagna)
La Tercera División 2018-19 è il quarto livello del campionato spagnolo di calcio. È iniziato nell'agosto 2018 e si è concluso a fine giugno 2019 con la fase finale del play-off. Le prime 18 squadre eleggibili in ciascun gruppo giocano i playoff per la promozione.
Il campione di ogni gruppo si qualifica per la Coppa del Re 2019-20, più le migliori 14 seconde classificate. Se il campione o la seconda classificata sono una squadra di riserva, la prima squadra non qualificata si unisce alla Coppa. In ogni gruppo, almeno tre squadre vengono retrocesse nelle divisioni regionali.

## Play-off
I play-off si dividono in due categorie: quello dei campioni (a cui prendono parte i vincitori dei rispettivi raggruppamenti) e quello dei piazzati (cui partecipano le squadre classificatesi tra la seconda e la quarta posizione in tutti e 18 i gironi). Il sorteggio decide le partite che disputeranno i campioni e le piazzate. Le nove vincenti vengono promosse direttamente in Segunda División B mentre le perdenti delle semifinali finiscono invece nei play-off delle piazzate.

### Campioni
| Gruppo | Squadra       |
| ------ | ------------- |
| 1      | Racing Ferrol |
| 2      | Lealtad       |
| 3      | Escobedo      |
| 4      | Portugalete   |
| 5      | Llagostera    |
| 6      | Orihuela      |
| 7      | Getafe B      |
| 8      | Zamora CF     |
| 9      | Real Jaén     |

| Gruppo | Squadra        |
| ------ | -------------- |
| 10     | Cadice B       |
| 11     | Santa Eulalia  |
| 12     | Tamaraceite    |
| 13     | Yeclano        |
| 14     | Mérida AD      |
| 15     | Osasuna B      |
| 16     | Haro Deportivo |
| 17     | Tarazona       |
| 18     | Socuéllamos    |

#### Semifinali
Partecipano le 18 squadre vincitrici dei rispettivi gironi, le 9 vincitrici verranno promosse direttamente in Segunda Division B 2019-2020, mentre le 9 eliminate entreranno al secondo turno del play-off "piazzate".
| Squadra 1     | Totale         | Squadra 2      | Andata | Ritorno    |
| ------------- | -------------- | -------------- | ------ | ---------- |
| Yeclano       | 6 - 1          | Escobedo       | 6 - 0  | 0 - 1      |
| Zamora CF     | 2 - 2(gfc)     | Haro Deportivo | 2 - 1  | 0 - 1      |
| Racing Ferrol | 2 - 2(gfc)     | Real Jaén      | 1 - 0  | 1 - 2      |
| Cadice B      | 1 - 4          | Osasuna B      | 0 - 1  | 1 - 3      |
| Lealtad       | 3 - 4          | Getafe B       | 2 - 0  | 1 - 4      |
| Tamaraceite   | 2 - 3          | Santa Eulalia  | 1 - 1  | 1 - 2(dts) |
| Llagostera    | 3 - 1          | Portugalete    | 2 - 0  | 1 - 1      |
| Socuéllamos   | 0 - 0(6-7 dcr) | Mérida AD      | 0 - 0  | 0 - 0      |
| Tarazona      | 1 - 3          | Orihuela       | 0 - 1  | 1 - 2      |

#### Verdetti
| Promossi in Segunda División B | Promossi in Segunda División B | Promossi in Segunda División B | Promossi in Segunda División B | Promossi in Segunda División B | Promossi in Segunda División B | Promossi in Segunda División B | Promossi in Segunda División B | Promossi in Segunda División B |
| ------------------------------ | ------------------------------ | ------------------------------ | ------------------------------ | ------------------------------ | ------------------------------ | ------------------------------ | ------------------------------ | ------------------------------ |
| Yeclano (6 anni dopo)          | Haro Deportivo (14 anni dopo)  | Racing Ferrol (1 anno dopo)    | Osasuna B (1 anno dopo)        | Getafe B (3 anni dopo)         | Santa Eulalia (1 anno dopo)    | Llagostera (1 anno dopo)       | Mérida AD (1 anno dopo)        | Orihuela (6 anni dopo)         |

### Piazzate
| Gruppo | 2º                   | 3º               | 4º                 |
| ------ | -------------------- | ---------------- | ------------------ |
| 1      | Bergantiños          | Compostela       | Alondras           |
| 2      | Marino de Luanco     | Caudal           | Covadonga          |
| 3      | Laredo               | Tropezón         | Cayón              |
| 4      | Sestao River         | Alavés B         | San Ignacio        |
| 5      | L'Hospitalet         | Horta            | Prat               |
| 6      | La Nucia             | Olímpic Xàtiva   | Atlético Saguntino |
| 7      | Las Rozas            | Alcobendas Sport | Móstoles URJC      |
| 8      | Gimnástica Segoviana | Arandina         | Numancia B         |
| 9      | Linares Deportivo    | Antequera        | El Palo            |
| 10     | Ceuta                | Utrera           | Algeciras          |
| 11     | Maiorca B            | Poblense         | Formentera         |
| 12     | Mensajero            | Unión Viera      | Tenerife B         |
| 13     | Lorca Deportiva      | Lorca            | Churra             |
| 14     | Cacereño             | Moralo           | Coria              |
| 15     | Peña Sport           | Mutilvera        | Beti Kozkor        |
| 16     | SD Logroñés          | Naxara           | Logrones Promesas  |
| 17     | Illueca              | Deportivo Aragón | Sariñena           |
| 18     | Villarrubia          | Villarrobledo    | Toledo             |

#### Primo turno
Al primo turno partecipano tutte le squadre classificatesi al secondo, terzo e quarto posto nei rispettivi gironi. Il regolamento prevede che le seconde classificate si sfidino contro le quarte (purché di diverso girone), mentre le terze giocheranno tra loro.
| Squadra 1          | Totale     | Squadra 2            | Andata | Ritorno    |
| ------------------ | ---------- | -------------------- | ------ | ---------- |
| Tenerife B         | 1 - 2      | Linares Deportivo    | 1 - 0  | 0 - 2(dts) |
| Alondras           | 2 - 1      | Mensajero            | 1 - 0  | 1 - 1      |
| El Palo            | 3 - 3(gfc) | Illueca              | 2 - 0  | 1 - 3      |
| Numancia B         | 3 - 0      | Laredo               | 1 - 0  | 2 - 0      |
| Churra             | 0 - 3      | Gimnástica Segoviana | 0 - 0  | 0 - 3      |
| Cayón              | 1 - 2      | SD Logroñés          | 1 - 1  | 0 - 1      |
| Atlético Saguntino | 2 - 3      | Las Rozas            | 2 - 0  | 0 - 3      |
| Covadonga          | 0 - 7      | Bergantiños          | 0 - 2  | 0 - 5      |
| San Ignacio        | 0 - 2      | Marino de Luanco     | 0 - 0  | 0 - 2      |
| Logrones Promesas  | 1 - 4      | La Nucia             | 1 - 2  | 0 - 2      |
| Formentera         | 2 - 2(gfc) | Cacereño             | 0 - 0  | 2 - 2      |
| Beti Kozkor        | 0 - 4      | Maiorca B            | 0 - 0  | 0 - 4      |
| Prat               | 3 - 2      | Ceuta                | 2 - 1  | 1 - 1      |
| Coria              | 1 - 2      | Villarrubia          | 1 - 1  | 0 - 1      |
| Móstoles URJC      | 2 - 0      | Peña Sport           | 1 - 0  | 1 - 0      |
| Algeciras          | 2 - 2(gfc) | L'Hospitalet         | 1 - 0  | 1 - 2      |
| Sariñena           | 1 - 3      | Lorca Deportiva      | 1 - 0  | 0 - 3      |
| Toledo             | 2 - 3      | Sestao River         | 1 - 1  | 1 - 2      |
| Mutilvera          | 1 - 1(gfc) | Naxara               | 0 - 0  | 1 - 1      |
| Deportivo Aragón   | 2 - 4      | Arandina             | 2 - 1  | 0 - 3      |
| Alcobendas Sport   | 3 - 2      | Lorca                | 1 - 1  | 2 - 1      |
| Unión Viera        | 1 - 1(gfc) | Caudal               | 0 - 0  | 1 - 1      |
| Moralo             | 1 - 0      | Horta                | 0 - 0  | 1 - 0      |
| Utrera             | 2 - 2(gfc) | Antequera            | 1 - 0  | 1 - 2      |
| Villarrobledo      | 4 - 1      | Olímpic Xàtiva       | 1 - 1  | 3 - 0      |
| Poblense           | 8 - 3      | Tropezón             | 4 - 2  | 4 - 1      |
| Alavés B           | 3 - 3(gfc) | Compostela           | 1 - 0  | 2 - 3      |

#### Secondo turno
Al secondo turno partecipano le 27 squadre vincitrici del turno precedente, più le 9 squadre eliminate dal play-off "campioni".
| Squadra 1        | Totale         | Squadra 2            | Andata | Ritorno    |
| ---------------- | -------------- | -------------------- | ------ | ---------- |
| Prat             | 1 - 0          | Tamaraceite          | 0 - 0  | 1 - 0      |
| Formentera       | 1 - 3          | Lealtad              | 1 - 0  | 0 - 3      |
| Móstoles URJC    | 0 - 3          | Socuéllamos          | 0 - 1  | 0 - 2      |
| El Palo          | 2 - 2(gfc)     | Tarazona             | 2 - 1  | 0 - 1      |
| Numancia B       | 0 - 1          | Cadice B             | 0 - 0  | 0 - 1(dts) |
| Algeciras        | 3 - 0          | Real Jaén            | 1 - 0  | 2 - 0      |
| Alondras         | 2 - 3          | Portugalete          | 1 - 2  | 1 - 1      |
| Alavés B         | 4 - 1          | Escobedo             | 3 - 1  | 1 - 0      |
| Alcobendas Sport | 2 - 0          | Zamora CF            | 2 - 0  | 0 - 0      |
| Arandina         | 2 - 2(gfc)     | La Nucia             | 1 - 2  | 1 - 0      |
| Poblense         | 2 - 4          | Sestao River         | 1 - 1  | 1 - 3      |
| Villarrobledo    | 3 - 1          | Gimnástica Segoviana | 2 - 1  | 1 - 0      |
| Moralo           | 2 - 2(4-5 dcr) | Linares Deportivo    | 2 - 0  | 0 - 2      |
| Mutilvera        | 0 - 2          | Marino de Luanco     | 0 - 0  | 0 - 2      |
| Unión Viera      | 2 - 2(gfc)     | Lorca Deportiva      | 1 - 0  | 1 - 2      |
| Utrera           | 1 - 2          | Maiorca B            | 0 - 0  | 1 - 2      |
| Las Rozas        | 1 - 1(gfc)     | SD Logroñés          | 0 - 0  | 1 - 1      |
| Villarrubia      | 3 - 2          | Bergantiños          | 2 - 0  | 1 - 2      |

#### Terzo turno
Al terzo turno partecipano le 18 squadre vincitrici del secondo turno, le 9 squadre vincitrici verranno promosse in Segunda División B 2019-2020.
| Squadra 1         | Totale     | Squadra 2    | Andata | Ritorno    |
| ----------------- | ---------- | ------------ | ------ | ---------- |
| Algeciras         | 7 - 1      | Socuéllamos  | 4 - 0  | 3 - 1      |
| Prat              | 3 - 2      | Portugalete  | 2 - 1  | 1 - 1      |
| Villarrobledo     | 2 - 2(gfc) | Lealtad      | 0 - 1  | 2 - 1      |
| Alavés B          | 2 - 2(gfc) | Tarazona     | 0 - 0  | 2 - 2      |
| Unión Viera       | 0 - 4      | Cadice B     | 0 - 2  | 0 - 2      |
| Alcobendas Sport  | 2 - 5      | Villarrubia  | 2 - 3  | 0 - 2      |
| Marino de Luanco  | 1 - 0      | Sestao River | 0 - 0  | 1 - 0(dts) |
| Linares Deportivo | 1 - 2      | La Nucia     | 0 - 0  | 1 - 2      |
| Las Rozas         | 2 - 1      | Maiorca B    | 2 - 1  | 0 - 0      |

#### Verdetti
| Promossi in Segunda División B | Promossi in Segunda División B | Promossi in Segunda División B | Promossi in Segunda División B | Promossi in Segunda División B | Promossi in Segunda División B | Promossi in Segunda División B | Promossi in Segunda División B | Promossi in Segunda División B |
| ------------------------------ | ------------------------------ | ------------------------------ | ------------------------------ | ------------------------------ | ------------------------------ | ------------------------------ | ------------------------------ | ------------------------------ |
| Algeciras (3 anni dopo)        | Prat (2 anni dopo)             | Villarrobledo (Esordiente)     | Alavés B (13 anni dopo)        | Cadice B (Esordiente)          | Villarrubia (Esordiente)       | Marino de Luanco (4 anni dopo) | La Nucia (Esordiente)          | Las Rozas (Esordiente)         |